# Nelly Fernández Tiscornia
Nelly Fernández Tiscornia (n. en América en 1928 - f. en Buenos Aires el 4 de octubre de 1988) fue una escritora, dramaturga y guionista de televisión  argentina.

## Biografía
Ejerció la docencia (Docente de Matemática) durante 30 años, en el Instituto Juan José Castelli (Ramos Mejía), tiempo en el que fundó un teatro vocacional en dicha institución.
Durante mucho tiempo trabajó en textos (guiones) que no fueron aceptados por los canales de televisión a los que se los ofreció, ni tuvieron mayor trascendencia. Fue en 1965 cuando un guion de teleteatro es aceptado por el Canal 7 de Argentina, obra que protagonizó Telma del Río.
En 1982 fue guionista de un ciclo de especiales, ideados por la actriz Dora Baret. Se consagró con el unitario Situación límite, (cuyo uno de sus capítulos se denomina "exámenes" y es un examen de Historia que debe rendir por quinta vez una alumna de escuela secundaria) por ser la única guionista del mismo. Compuso 120 libros para este programa, que se emitía por ATC, durante tres años. Escribió la obra teatral Made in Lanús, que se estrenó en 1986 con un elenco de reconocidos actores como Leonor Manso, Luis Brandoni, Marta Bianchi y Patricio Contreras. Esta obra luego sería llevada al cine en 1987 con el título Made in Argentina, guion de Fernández Tiscornia y Juan José Jusid, y dirigida por este último.
También fue guionista de la película Te amo, de 1986, dirigida por Eduardo Calcagno. En ese mismo año se estrenó la obra Despacio, Escuela, con los reputados actores Marta González, Claudio García Satur, Jorge Rivera López, Bárbara Mujica, Lydia Lamaison y Víctor Hugo Vieyra, y dirigida por Alejandra Boero.
También escribió para televisión los ciclos Soñar sin límite y Corazonada. Además escribió la novela Juana Díaz.

## Vida personal
Se casó a los 30 años y tuvo tres hijos.